# Francouzská jižní a antarktická území
Francouzská jižní a antarktická území (francouzsky Terres australes et antarctiques françaises, zkratka TAAF) je úřední název pro francouzské zámořské teritorium, které je přidruženým územím Evropské unie. Je tvořeno několika neobydlenými souostrovími, ostrovy a ostrůvky v západním a jižním Indickém oceánu a formálně též francouzským antarktickým nárokem (Adélina země). Geograficky patří zčásti do Antarktidy a zčásti do Afriky.

## Symboly
Francouzská jižní a antarktická území, francouzské závislé území, užívá vedle francouzských symbolů i své vlastní.

### Vlajka
Vlajka Francouzských jižních a antarktických území je tvořena modrým listem o poměru stran 2:3, v horní žerďové části se nachází bíle lemovaný kanton v podobě francouzské trikolóry, v dolní vlající části je bílý emblém, skládající se ze vzájemně se překrývajících písmen TAAF (zkratka oficiálního názvu Terres australes et antarctiques françaises), provázených pěti hvězdami.

## Geografie
Teritorium se prostírá na velmi rozsáhlém území, přičemž severněji položené ostrovy jsou v pásmu subtropickém (nejsevernější až tropickém), jižní v subantarktickém a nejjižnější Adélina země přímo v antarktickém.
Ostrovy Svatý Pavel a Amsterdam, Crozetovy ostrovy a Kergueleny se nacházejí v nejopuštěnější části Indického oceánu, mimo koridory pravidelných lodních i leteckých cest a tisíce kilometrů od větší pevniny nebo obydlených míst; některé mají nejblíže do Antarktidy, jiné do Austrálie. Právě pro svoji odlehlost a zachovalou biodiverzitu okolních moří byly tyto tři skupiny ostrovů zapsány v roce 2019 mezi světové přírodní dědictví UNESCO. Roztroušené ostrovy leží okolo Madagaskaru, převážně v Mosambickém průlivu, geograficky náleží do Afriky.
Zdaleka největším ostrovem v rámci TAAF je Grande Terre (Kergueleny), který tvoří asi 87 % plochy všech ostrovů v teritoriu. Je to třetí největší ostrov v Indickém oceáně po Madagaskaru a Cejlonu.
Ostrovy zahrnuté do TAAF vesměs nejsou vhodné k osídlení a hospodaření, a po svém objevení (16.–18. století) byly zase zapomenuty a navštěvovány jen lovci tuleňů a velryb. Francie je oficiálně nárokuje a spravuje zhruba od konce 19. století, mnohé na základě práva objevitele, případně protože se nacházely ve francouzské zájmové sféře.
Jedná se o ostrovy převážně vulkanického původu, jejichž největším bohatstvím je příroda. Protože na ostrovech před příchodem lidí nežili suchozemští savci, byly po mnohá staletí rozlehlými hnízdišti pro mořské ptáky např. albatrosy, kormorány, buřňáky i nelétavé tučňáky a místy, kde vyváděli svá mláďata ploutvonožci tuleni a lachtani. Jedná se o zvířata vzácná, která je nyní již zakázáno lovit. S příchodem lidí se mnohdy ráz původní krajiny narušil, byli vybiti a vyloveni původní savci a naopak introdukováni nepůvodní savci a rostliny, což mělo zničující dopad na zdejší ekosystémy. Velká část ostrovů byla později vyhlášena za přírodní rezervaci se zákazem vstupu. Dělá se náprava k odstranění křivdy na přírodě, správa ostrovů se snaží o obnovení biologické rovnováhy.
Nejvýchodnějším ostrovem je Nový Amsterdam (Ostrovy Svatý Pavel a Amsterdam) na 77° 30' východní zeměpisné délky a nejzápadnějším je drobný ostrůvek Île Bassas-da-India (Roztroušené ostrovy) na 39° 41′ východní zeměpisné délky. Nejjižnějším místem je skupinka skalnatých ostrůvků Îles de Boynes (Kergueleny) na 50° 01' jižní zeměpisné šířky (je vůbec nejjižnějším teritoriem pod vládou Francie) a nejsevernějším ostrůvek Glorieuses (Roztroušené ostrovy na 11° 33' jižní zeměpisné šířky. Adélina země tvoří úzký klín v Antarktidě od mořského pobřeží až k jižnímu pólu (90°) mezi 136. a 142. poledníkem východní délky, je od mateřské Francie nejvzdálenější (15 až 16 tisíc km), je z ní nejblíže na Tasmánii v Austrálii (z Adélina pobřeží asi 2600 km).

## Přírodní světové dědictví UNESCO
V červenci 2019 byla mezi památky světového přírodního dědictví UNESCO zařazena plocha 672 900 km² mořské hladiny a pevniny ostrovů Ostrovy Svatý Pavel a Amsterdam, Crozetovy ostrovy, Kerguelenovy ostrovy. Tyto oázy v jižní části Indického oceánu jsou domovem mnoha mořských ptáků a savců. Žije zde největší populace tučňáka patagonského a albatrose Carterova. Odlehlost těchto ostrovů od center lidské činnosti z nich činí velmi dobře zachované vitríny biologické evoluce a jedinečné lokality pro vědecký výzkum.

## Správní členění
Území se skládá z pěti distriktů, z nichž čtyři jsou tvořeny skupinami ostrovů (Ostrovy Svatý Pavel a Amsterdam, Crozetovy ostrovy, Kergueleny a Roztroušené ostrovy) a jeden zaledněným územím v Antarktidě (Adélina země). Zámořské teritorium vzniklo 6. dubna 1955, přičemž Roztroušené ostrovy byly do něho zařazeny až v únoru 2007. Francouzská jižní a antarktická území spravuje prefekt, sídlící v Saint-Pierre na ostrově Réunion (tedy mimo území TAAF), který podléhá francouzskému ministru pro zámoří (fr. Le Ministre de l’Outre-Mer). Protože území není trvale obydleno (nemá své občany), není zde volená samospráva.
V roce 1961 vstoupila v platnost tzv. washingtonská Smlouva o Antarktidě (v ČR zákon č. 276/2003 Sb. o Antarktidě …), ve které se mj. zúčastněné země zavázaly po dobu platností smlouvy zakonzervovat rozdělení Antarktidy mezi jednotlivé země podle stavu z roku 1959, ale zároveň tato vlastnická práva neuplatňovat. Francie, signatář smlouvy, shodně s ostatními zeměmi na svých pozastavených právech trvá, ale v duchu přijaté smlouvy v praxi je neuplatňuje. Adélina země je proto součásti TAAF ryze formálně.

### Ostrovy a území
| Francouzský název            | Český název                     | Vědecké středisko | Rozloha (km²) | Počet vědeckých pracovníků | Výlučná ekonomická zóna (km²) | Geodata  |
| ---------------------------- | ------------------------------- | ----------------- | ------------- | -------------------------- | ----------------------------- | -------- |
| Îles Saint-Paul et Amsterdam | Ostrovy Svatý Pavel a Amsterdam | Martin de Viviès  | 65            | 25 až 45                   | 502 533                       | OSM, WMF |
| Îles Crozet                  | Crozetovy ostrovy               | Alfred-Faure      | 352           | 25 až 45                   | 567 475                       | OSM, WMF |
| Îles Kerguelen               | Kerguelenovy ostrovy            | Port-aux-Français | 7 215         | 70 až 110                  | 563 869                       | OSM, WMF |
| Îles Éparses                 | Roztroušené ostrovy             | - - -             | 38            | - - -                      | 640 400                       | OSM, WMF |
| Terre Adélie                 | Adélina země                    | Dumont d'Urville  | 432 000       | 30 až 120                  | - - -                         | OSM, WMF |
| TAAF                         | Celkem                          |                   | 439 670       | 150 až 320                 | 2 274 277                     |          |

## Ekonomika
Vlastní ostrovy žádnými přírodními ekonomickými zdroji neoplývají, zato oceánské vody u některých ostrovů oplývají rybami a korýši, které jsou jediným finančním zdrojem zdejších území. Francouzské námořnictvo proto hlídkuje v teritoriálních vodách, které jsou mnohdy až 200 mílové, před pytlačícími loděmi. Z obav před vydrancováním lovných pásem se licence k lovu cizozemským společnostem nedávají.
Na některých ostrovech, včetně Adéliny země, jsou od padesátých let minulého století budovány původně jen meteorologické stanice, které se rozrostly v nákladné základny se všestranným zaměřením na studium ovzduší, oceánografii, seismologie, ionosféry, globálních změn klimatu a výzkum suchozemské i mořské flory a fauny. Na základnách pobývá 25 až 120 odborníků, nejsou na nich letiště a jediné fyzické spojení se světem zajišťují speciální lodě Marion Dufresne 2 a ledoborec L'Astrolabe přivážející několikrát ročně vše potřebné, od potravin přes techniku i naftu a také nové posádky dobrovolníků. Unikátní loď, nákladní, vědecká, tanker a zároveň i osobní, Marion Dufresne, při svých zásobovacích cestách také vozí okolo 20 platících turistů, kteří mohou z lodě pozorovat vzácnou zvířenu ostrovů.